# Ça détourne
 (décembre 2017).
Si vous disposez d'ouvrages ou d'articles de référence ou si vous connaissez des sites web de qualité traitant du thème abordé ici, merci de compléter l'article en donnant les références utiles à sa vérifiabilité et en les liant à la section « Notes et références ».
Pour plus de détails, voir Fiche technique et Distribution.
Ça détourne (également intitulé Le Triomphe de Bali Balo, ou La Splendeur de la honte, ou L'Invasion des pervers polymorphes, ou Le lapin connaît la musique) est un téléfilm français, écrit et réalisé par Michel Hazanavicius, Daniel Lambert et Dominique Mézerette, diffusé en décembre 1992 sur Canal+.

## Synopsis
Diffusé pour les fêtes de fin d'année, ce second détournement (qui fait suite à Derrick contre Superman) est un Ça cartoon déjanté mêlant des séquences originales présentées par Valérie Payet et Philippe Dana à des extraits redoublés de dessins animés avec Bugs Bunny, Daffy Duck... et de films avec Steve McQueen, Burt Lancaster, Jack Nicholson, Jean Gabin, etc. Il s'agit du second des trois téléfilms du Grand Détournement.

## Fiche technique
- Réalisation et scénario : Michel Hazanavicius, Daniel Lambert et Dominique Mézerette
- Musique (entre autres) : Pat Metheny (album First Circle : morceau Forward March) (vers 10 min)
- Production : Ève Vercel, Robert Nador et Michel Lecourt
- Sociétés de production : Canal+, DUNE et Warner Bros Télévision
- Durée : 39 minutes
- Format : couleurs